# بون-دو-في (آن)
بون-دو-في (بالفرنسية: Pont-de-Veyle)‏ هي بلدية فرنسية تقع في إقليم الآن في فرنسا. رمز إنسي لها هو:1306. أما الرمز البريدي لها فهو: 1290.